# Abdullah Moranjak
Háfiz Abdullah-efendija Moranjak (1885 Gradačac, Bosna a Hercegovina – 1964 Banja Luka, Socialistická federativní republika Jugoslávie) byl bosenskohercegovský islámský duchovní, pedagog a soudce bosňáckého původu.

## Životopis
Bližší informace o jeho dětství nejsou známy. V rodném městě dokončil základní a vyšší studium islámských věd. Roku 1906 odešel za vzděláním do Istanbulu, kde roku 1914 absolvoval na islámské teologické fakultě. Po návratu do vlasti se stal vojenským imámem. Přinejmenším v letech 1917–1918 působil jako úředník islámského společenství v Černé Hoře, konkrétně v obcích Nikšić a Berane. Po skončení první světové války působil jako učitel, mudarris, v medrese ve středobosenském Jajce. Na tomto místě setrval až do 9. února 1921, kdy byl jmenován muftím v Bihaći. Roku 1930, kdy došlo ke sjednocení všech islámských obcí v Jugoslávii, byl jeho úřad zrušen a Moranjak nadále působil jako šarí‘atský soudce v makedonském Štipu, nato v Tetovu a kosovském Gnjilane a nakonec od roku 1941, kdy se Jugoslávie po německé invazi rozpadla, v Gradačci. Soudcovskou profesi vykonával do konce roku 1945, kdy byl penzionován.
Moranjak zemřel roku 1964 v Banja Luce. Pohřben byl ve dvoře mešity Gazanferija vedle bývalého muftího a reisu-l-ulemy Ibrahim-efendiji Maglajliće.